# Digital Spy
Digital Spy (também abreviado como DS) é um website de entretenimento britânico, mais conhecido por suas discussões. De acordo com o comScore, é o quarto site com mais usuários do Reino Unido, tendo 2.1 milhões. Pelo alexa, é o 74º mais popular site do Reino Unido e o 1945º do mundo.